# Ligne de Cahors à Moissac
La ligne de Cahors à Moissac, également appelée ligne de Moissac à Cahors, est une ligne de chemin de fer française qui ne fut jamais achevée, les travaux ayant été arrêtés en 1934. D'une longueur de 61,015 kilomètres et située dans les départements du Lot et du Tarn-et-Garonne, en région Occitanie, elle devait relier les gares de Cahors et de Moissac.
Elle porte le numéro officiel 633 000 dans la nomenclature du réseau ferré national.

## Historique
La loi du 17 juillet 1879 (dite plan Freycinet), portant le classement de 181 lignes de chemin de fer dans le réseau des chemins de fer d’intérêt général, retient, en no 111, une ligne de « Cahors à ou près Moissac ».
La ligne est concédée à titre éventuel à la Compagnie du chemin de fer de Paris à Orléans, par une convention signée entre le ministre des Travaux publics et la compagnie, le 17 juin 1892. L'article 2 de la convention prévoit qu'elle sera construite à voie métrique. Cette convention est approuvée par une loi, le 20 mars 1893.
La ligne est concédée à titre définitif à la Compagnie du chemin de fer de Paris à Orléans, par une convention signée entre le ministre des Travaux publics et la compagnie le 20 février 1913. Toutefois, la convention prévoit l'emploi de la voie normale pour sa réalisation. Cette convention est approuvée par une loi, le 7 juillet 1913, qui déclare en même temps la ligne d'utilité publique.
La ligne est déclassée, à la suite d'une loi publiée le 30 novembre 1941.
Par la route reliant Cahors à Moissac, de nombreux vestiges de la ligne (ponts, plate-forme et remblais) peuvent être aperçus.